# Antenne directionnelle
Une antenne directionnelle ou une antenne à faisceau est une antenne rayonnant ou recevant une plus grande puissance dans des directions spécifiques, permettant ainsi de réduire les interférences venant de sources indésirables et des performances accrues. Les antennes directionnelles offrent des performances améliorées par rapport aux antennes dipolaires et aux antennes omnidirectionnelles en général, lorsqu'on souhaite une plus grande concentration de rayonnement dans une certaine direction.
Une antenne à gain élevé est une antenne directionnelle avec un faisceau radioélectrique focalisé et étroit, permettant un ciblage plus précis des signaux radio. Ces antennes donnent un résultat optimal dans les zones plates et ouvertes où aucune montagne ne perturbe les ondes radio. En revanche, une antenne à faible gain est une antenne omnidirectionnelle avec un large faisceau d'ondes radioélectriques qui permet au signal de se propager raisonnablement bien et ce, même dans les régions montagneuses, donc plus fiable quel que soit le terrain. Les antennes à faible gain sont souvent utilisées dans les engins spatiaux comme complément à l'antenne à gain élevé qui transmet un faisceau beaucoup plus étroit et est ainsi susceptible de perdre le signal.
Toutes les antennes fonctionnelles sont directionnelles à divers degrés. Cependant, en général, on tient seulement compte de la direction dans le plan parallèle à la terre, et les antennes fonctionnelles peuvent ainsi facilement être omnidirectionnelles dans un seul plan. Les types les plus courants sont l'antenne Yagi, l'antenne log-périodique et l'antenne réflecteur d'angle[réf. nécessaire], fréquemment combinées et vendues dans le commerce comme antennes de télévision résidentielles. Les répéteurs cellulaires utilisent souvent des antennes directionnelles externes dans le but de fournir un signal beaucoup plus important que celui obtenu sur un téléphone portable standard. Les récepteurs de télévision par satellite utilisent généralement des antennes paraboliques. Pour les fréquences de longueurs d'onde hautes et moyennes, on utilise des réseaux de tours comme antennes directionnelles dans la plupart des cas.

## Principe d'opération
Lors de la transmission, une antenne à gain élevé permet d'envoyer une plus grande partie de la puissance transmise en direction du récepteur, augmentant la force du signal reçu. Lors de la réception, une antenne à gain élevé capture une plus grande partie du signal, augmentant là aussi la force du signal. En raison de la réciprocité, ces deux effets sont égaux: une antenne qui augmente un signal transmis d'un facteur 100 par rapport à un émetteur isotrope captera également 100 fois plus d'énergie que l'antenne isotrope lorsqu'on l'utilise comme antenne de réception. En raison de leur directivité, les antennes directionnelles envoient et reçoivent également moins de signaux provenant de directions autres que celles du faisceau principal. On peut utiliser cette propriété pour réduire les interférences.
On peut fabriquer une antenne à gain élevé de nombreuses façons. Les plus courantes sont les antennes paraboliques, les antennes hélicoïdales, les antennes yagi et les réseaux phasés d'antennes plus petites. On peut également construire des antennes cornet avec un gain élevé, mais elles sont moins courantes. D'autres configurations sont encore possibles : l'observatoire Arecibo utilise une combinaison d'alimentation de ligne et d'un énorme réflecteur sphérique (par opposition à l'habituel réflecteur parabolique), pour obtenir des gains extrêmement élevés à des fréquences spécifiques.

## Gain d'antenne
Le gain d'antenne est souvent cité par rapport à un radiateur isotrope, une antenne hypothétique rayonnant également dans toutes les directions. On nomme ce gain dBi et on le mesure en décibels. La conservation de l'énergie impose que les antennes à gain élevé aient des faisceaux étroits. Par exemple, si une antenne à gain élevé fait paraître un émetteur d'un watt comme un émetteur de 100 watts, alors le faisceau peut couvrir au plus un centième du ciel, sinon la quantité totale d'énergie rayonnée dans toutes les directions résulterait en une puissance dépassant celle de l'émetteur, ce qui est impossible. À son tour, cela implique que les antennes à gain élevé doivent être physiquement grandes, car selon la limite de diffraction, plus le faisceau souhaité est étroit, plus l'antenne doit être grande (mesurée en longueurs d'onde).
On peut aussi mesurer le gain d'antenne en dBd, un gain en décibels par rapport à la direction d'intensité maximale d'un dipôle demi-onde. Dans le cas des antennes de type Yagi, cela équivaut plus ou moins au gain attendu de l'antenne testée, moins tous ses directeurs et réflecteur. Il ne faut pas confondre dBi et dBd: les deux diffèrent de 2,15 dB, le nombre dBi étant le plus élevé, car un dipôle a un gain de 2,15 dB par rapport à une antenne isotrope.
Le gain dépend également du nombre d'éléments et du réglage de ces éléments. Les antennes peuvent être réglées pour résonner sur une plus large gamme de fréquences, mais toutes choses étant égales par ailleurs, cela signifie que le gain d'antenne est inférieur à celui accordé sur une seule fréquence ou un groupe de fréquences. Par exemple, dans les antennes de télévision à large bande, la baisse de gain est particulièrement importante au bas de la bande de transmission télévisuelle. Ce tiers inférieur de la bande télévisuelle est connu au Royaume-Uni sous le nom de groupe A (voir le graphique de gain comparant les antennes groupées à une seule antenne à large bande de même taille ou modèle).
D'autres facteurs peuvent également affecter le gain, tel que l'ouverture (la zone à partir de laquelle l'antenne recueille le signal, qui est presque entièrement liée à la taille de l'antenne, mais qui peut être augmentée pour les petites antennes en ajoutant une tige de ferrite), et l'efficacité (affectée par la taille, la résistivité des matériaux utilisés et l'adaptation d'impédance). Ces facteurs sont faciles à améliorer sans ajuster les autres caractéristiques des antennes.

## Applications
Les antennes à gain élevé constituent généralement la composante la plus grande des sondes spatiales. Les antennes radio au gain le plus élevé sont énormes, comme l'Observatoire Arecibo. Le Deep Space Network utilise des soucoupes de 35 m à des longueurs d'onde d'environ un centimètre. Cette combinaison donne un gain d'antenne d'environ 100 000 000 (ou 80 dB, tel que normalement mesuré), ce qui rend l'émetteur environ 100 millions de fois plus fort et un récepteur environ 100 millions de fois plus sensible, à condition que la cible se trouve dans le faisceau. Ce faisceau peut couvrir au plus dix milliardièmes (10 -8) du ciel, donc nécessite un pointage très précis.
Un gain élevé, combiné à la communication en ondes millimétriques dans les WPAN, augmente la possibilité de programmation simultanée de plusieurs transmissions sans interférence dans une zone localisée, résultant en une immense augmentation du débit du réseau. Cependant, la programmation optimale de transmissions simultanées constitue un problème NP-difficile.

## Galerie

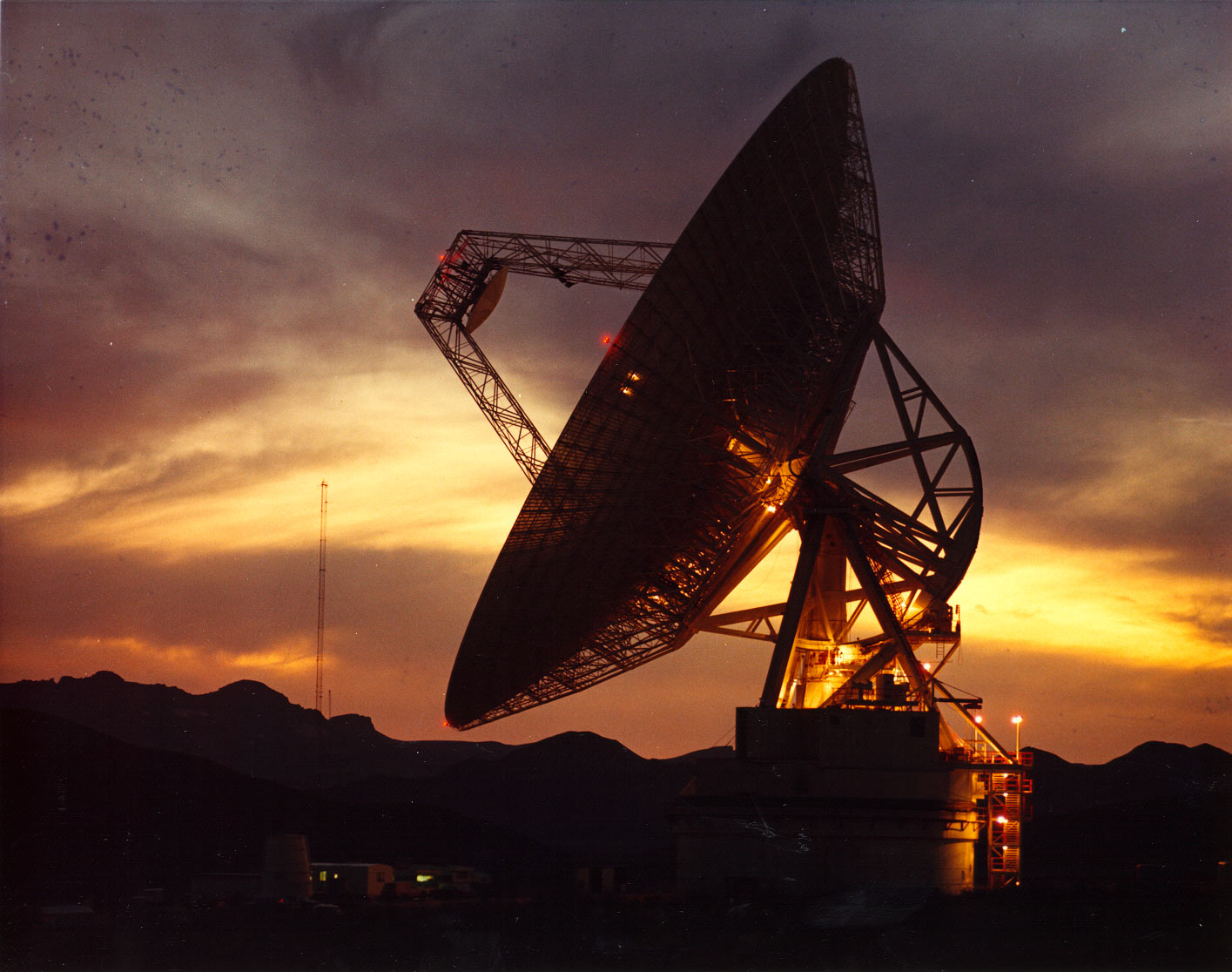
Antenne parabolique - l'antenne de 70 m à Goldstone
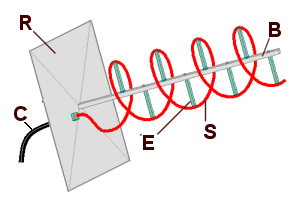
Antenne hélicoïdale
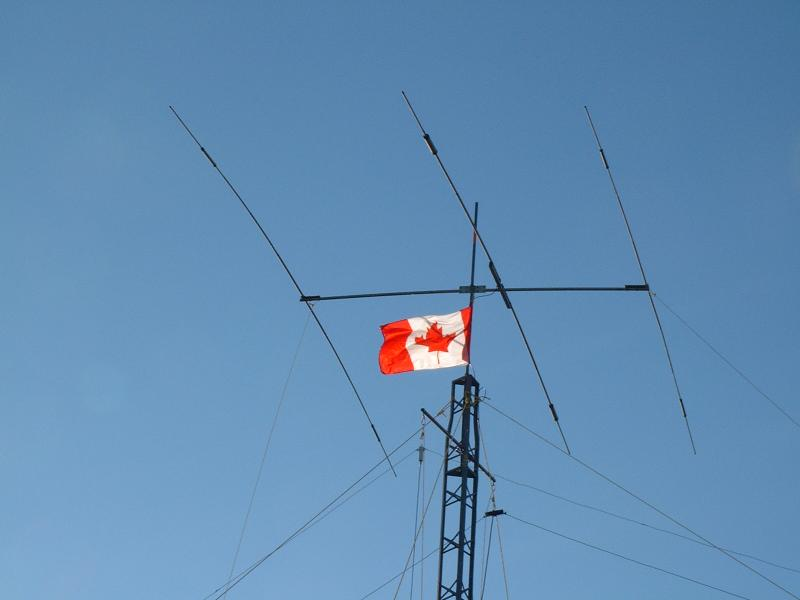
Une antenne Yagi-Uda. De gauche à droite, les éléments montés sur la flèche sont appelés réflecteur, élément entraîné et directeur. Le réflecteur est facilement identifié comme étant un peu (5%) plus long que l'élément entraîné, et le directeur un peu (5%) plus court.
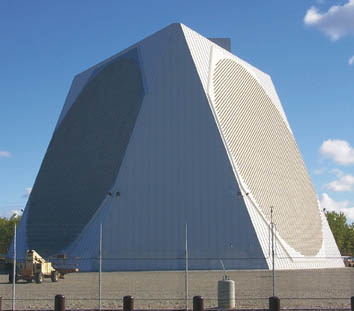
Un radar géant multiéléments en Alaska
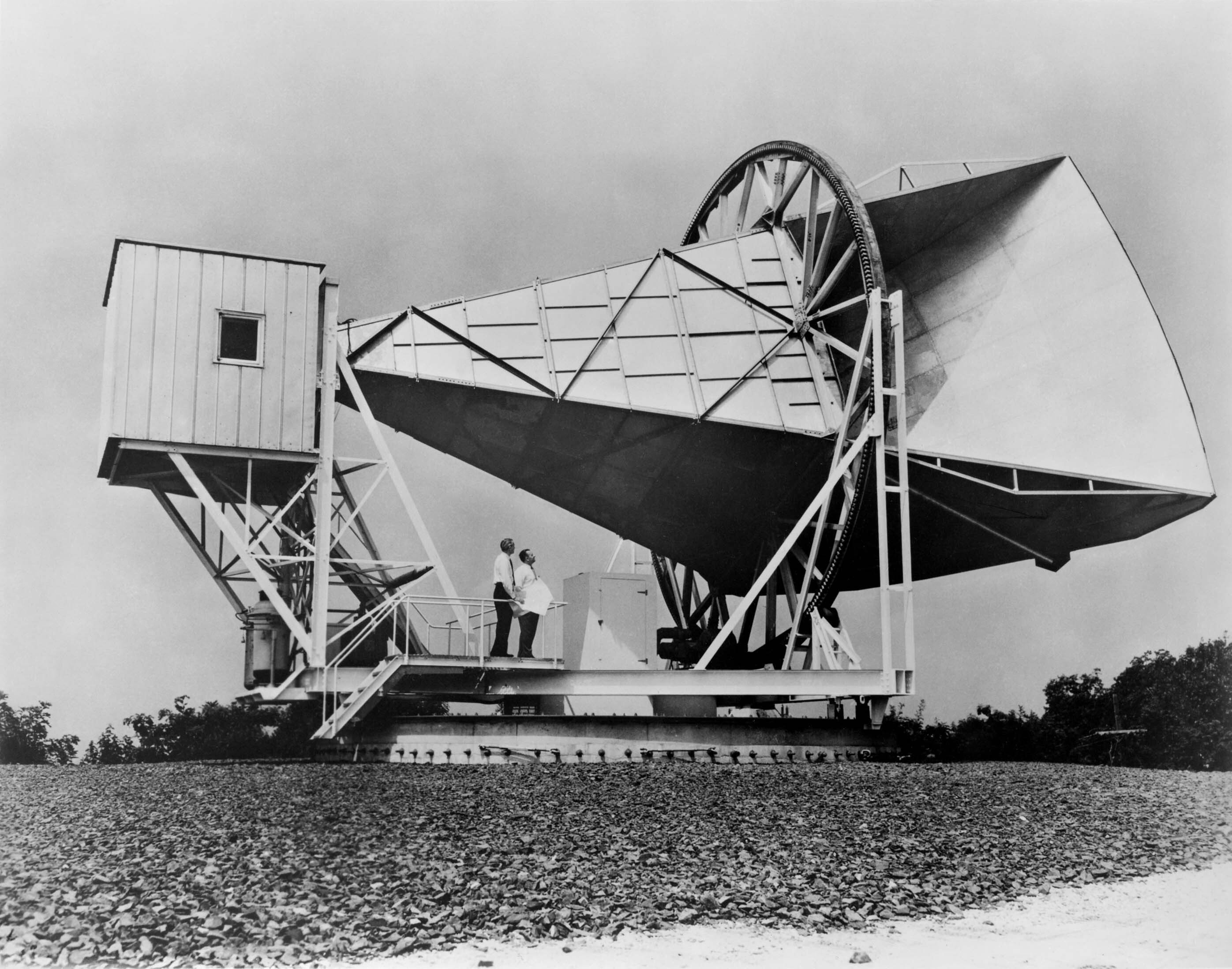
Holmdel Horn Antenna à Holmdel, New Jersey. Construit pour soutenir le programme de communication par satellite Echo[2], il a ensuite été utilisé dans des expériences qui ont révélé le rayonnement de fond cosmique qui imprègne l'univers[3].
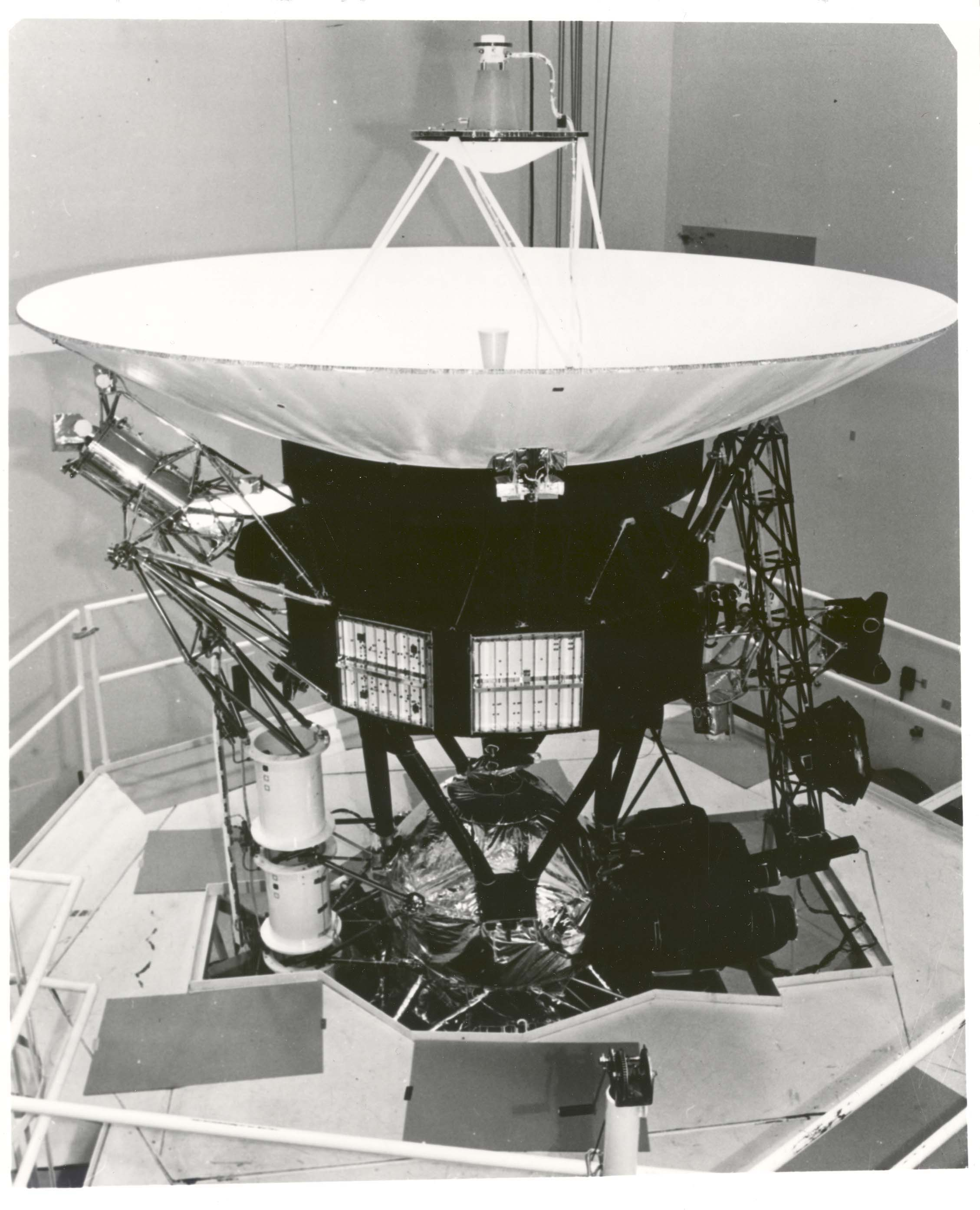
Vaisseau spatial Voyager 2. Le HGA (une antenne parabolique) est le grand objet en forme de bol.
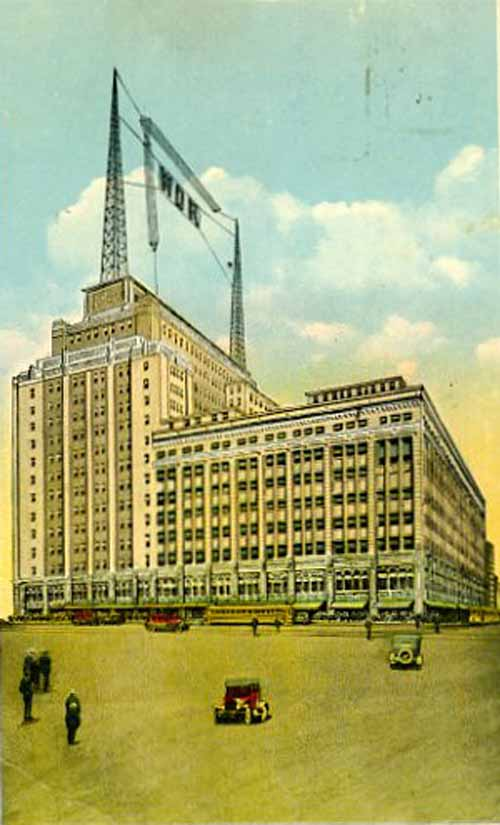
Un premier exemple (1922) d'un émetteur radio AM directionnel, construit pour WOR, puis dans le New Jersey et ciblant à la fois New York et Philadelphie.

## Voir également
- Gain d'antenne
- Cantenna
- Cardioïde
- Antenne parabolique
- Antenne cadre
- Antenne omnidirectionnelle